# Lee Sung-yoon
Lee Sung-yoon (kor. 이성윤; * 31. Oktober 2000) ist ein südkoreanischer Fußballspieler.

## Karriere
Lee Sung-yoon erlernte das Fußballspiele in der Schulmannschaft der Yongma Middle School sowie in der Jugendmannschaft von Jeonbuk Hyundai Motors. Hier unterschrieb er 2019 seinen ersten Profivertrag. Das Fußballfranchise aus Jeonju spielte in der ersten Liga des Landes, der K League 1. 2019 und 2020 wurde er mit dem Verein südkoreanischer Meister. Den Korean FA Cup gewann er mit Jeonbuk 2020. Aus beiden Endspielen ging man als Sieger gegen Ulsan Hyundai hervor.

## Erfolge

### Verein
Jeonbuk Hyundai Motors
- K League 1: 2018, 2019, 2020
- Korean FA Cup: 2020